# United-Air-Lines-Flug 608
Am 24. Oktober 1947 verunglückte eine Douglas DC-6 auf dem United-Air-Lines-Flug 608, nachdem ein Feuer an Bord ausgebrochen war. Die Besatzung des Flugzeugs, das sich auf einem Linienflug vom Los Angeles Airport zum Chicago Municipal Airport befand, entschied sich zu einer Notlandung auf dem Bryce Canyon Airport (Utah). Die Maschine schlug etwa 2,4 Kilometer (1,5 Statute Miles) südöstlich des Flughafens auf. Alle 52 Insassen kamen ums Leben. Es war der erste Unfall dieses Flugzeugtyps und zu diesem Zeitpunkt der zweitschwerste Flugunfall in den USA.

## Flugzeug und Insassen
Die eingesetzte Douglas DC-6 (Kennzeichen: NC37510, c/n: 42875, s/n: 17) war am 21. März 1947 werksneu an United Air Lines ausgeliefert worden und hatte bis zum Zeitpunkt des Unfalls 933 Flugstunden absolviert.
An Bord befanden sich sechs Besatzungsmitglieder und 46 Passagiere. Mehrere prominente Personen zählten zu den Opfern: Jack Guenther (leitender Editor des Look Magazine und ehemaliger Sportjournalist bei United Press), Clement D. Ryan (ehemaliger Präsident des Unternehmens Montgomery Ward), Gerard Barnes Lambert Jr. (Sohn von Gerard Barnes Lambert, dem Gründer des Pharmaunternehmens Warner-Lambert) und Jeff Burkett (Spieler der Chicago Cardinals).

## Unfallhergang
Die Maschine startete um 10:23 MST in Los Angeles (Kalifornien) und stieg auf eine Reiseflughöhe von 5.790 Meter (19.000 Fuß). Der Linienflug nach Chicago (Illinois) wurde nach Sichtflugregeln durchgeführt. Um 12:21 MST informierte Kapitän Everett L. McMillen die Flugsicherung über einen Brand im Unterflurfrachtraum, der trotz des Einsatzes von Feuerlöschern nicht unter Kontrolle gebracht werden konnte. Rauch drang in die Passagierkabine ein. Die Besatzung entschied sich zu einer Notlandung auf dem Bryce Canyon Airport (Utah), den sie zu dieser Zeit gerade überflog. Die Maschine ging in den Sinkflug über, drehte auf einen westlichen Kurs und flog den Flugplatz in einem weiten Halbkreis aus östlicher Richtung an. Um 12:26 MST meldete die Besatzung, dass sie eine Außenlandung in Betracht ziehen würde. Eine Minute später gaben die Piloten an, dass sie die Landepiste in Sicht hätten.
Als die anfliegende Maschine etwa 32 Kilometer (20 Meilen) vom Bryce Canyon Airport entfernt war, beobachteten Zeugen am Boden, dass sie eine helle Rauchfahne hinter sich herzog, die sich zunehmend verdunkelte. Eine weitere Zeugin, die den Anflug etwa 24 Kilometer (15 Meilen) vor dem Flugplatz beobachtete, gab an, dass sie Flammen an der Unterseite des Rumpfes bemerkte. Das Flugzeug schlug gegen 12:29 MST etwa 2,4 Kilometer (1,5 Meilen) südlich vom Bryce Canyon Airport auf.
Bereits während des Sinkflugs verlor die Maschine Rumpfteile, die hintere rechte Außentür sowie Teile der inneren rechten Tragflächenstruktur. Die ersten Trümmer des Flugzeugs wurden rund 42 Kilometer (26 Meilen) entfernt vom Aufschlagspunkt gefunden.

## Unfallursache
Die Wrackteile wurden nach Santa Monica transportiert und der hintere Rumpfabschnitt im dortigen Werk des Herstellers Douglas Aircraft Company teilweise rekonstruiert. Hierbei stellte man fest, dass der Brand seinen Anfang im sogenannten „Boiler Room“ nahm, in dem sich unter anderem der Heizlüfter der Klimaanlage befand. Von diesem Unterflurabteil im mittleren Rumpfbereich breitete sich das Feuer innerhalb der Tragflächenwurzel sowie im Frachtraum bis auf Höhe der hinteren Außentüren aus. Die im Unterflurbereich verlaufenden Steuerkabel wurden durch das Feuer beschädigt. Nachdem am 11. November 1947 eine weitere Douglas DC-6 aufgrund eines Kabinenbrandes notlanden musste, erklärten sich die Fluggesellschaften freiwillig dazu bereit, den Typ bis zur Aufklärung der Vorfälle nicht weiter einzusetzen. Auch beim notgelandeten Flugzeug lag der Ursprung des Feuers im „Boiler Room“. Die eigentliche Brandursache blieb anfangs unklar.
Die Douglas DC-6 besitzt vier Haupttanks und vier kleinere „Alternate Tanks“, für jeden Kolbenmotor einen. Während des Steigflugs werden die Motoren mit Treibstoff aus den „Alternate Tanks“ versorgt, die sich dadurch entleeren. Im Reiseflug schalten die Piloten die Treibstoffversorgung auf die Haupttanks um. Die notgelandete Besatzung gab an, dass sie vor Eintritt des Brandes Treibstoff aus den zwei äußeren in die zwei rumpfnahen „Alternate Tanks“ umgepumpt hätte. Nach Aussage eines United-Kopiloten war ein solches Umpumpen auch gängige Praxis auf den Flügen gewesen, die er gemeinsam mit Kapitän McMillen absolviert hatte. Ein Umpumpen von Treibstoff in die „Alternate Tanks“ war vom Hersteller jedoch aus Sicherheitsgründen nicht vorgesehen und dementsprechend auch nicht im Betriebshandbuch des Typs („Aircraft Operating  Manual“) dokumentiert worden. Die Douglas Aircraft Company sah eine Gefahr darin, dass die „Alternate Tanks“ bei anhaltendem Pumpdruck durch Überfüllung beschädigt werden könnten. Allerdings hatte es der Hersteller versäumt, im Betriebshandbuch vor einem solchen Umpumpen zu warnen.
Anschließende Testflüge, auf denen man versuchsweise Wasser zwischen den „Alternate Tanks“ umpumpte, machten ein zusätzliches, konstruktionsbedingtes Problem deutlich: Bei anhaltendem Pumpdruck wurde Treibstoff aus den Entlüftungsventilen der maximal gefüllten Tanks gepresst. Dieser lief am Rumpf entlang und drang über eine Zuluftöffnung, die sich nur drei Meter hinter dem Entlüftungsventil des inneren rechten „Alternate Tanks“ befand, zum Heizlüfter der Klimaanlage vor, wo er sich entzündete. Der brennende Treibstoff verteilte sich im „Boiler Room“ und konnte mit dem dort installierten Feuerlöscher nicht wirksam bekämpft werden. Dieser entlud seinen Inhalt direkt in den Heizlüfter und deckte somit nicht den gesamten „Boiler Room“ ab. Das Feuer breitete sich anschließend im Unterflurbereich weiter aus.
Als Konsequenz aus den Zwischenfällen veränderte die Douglas Aircraft Company die Position der Tankentlüftungsventile und überarbeitete das Betriebshandbuch der DC-6.